# Kinder Cioccolato
Kinder Cioccolato, o barretta Kinder, è una barretta di cioccolato divenuta il primo prodotto del marchio Kinder (che in tedesco significa bambini) di proprietà dell'azienda dolciaria Ferrero.

## Storia
Kinder Cioccolato, prodotto inizialmente nello stabilimento di Alba (CN), successivamente anche in altri stabilimenti internazionali del gruppo Ferrero, nasce nel 1968 dall'idea di Michele Ferrero di proporre un prodotto che sia appetibile ai bambini (con il cioccolato) e, allo stesso tempo, rassicuri le mamme (con il latte, riconosciuto universalmente  sano e nutriente): da qui nasce lo slogan "+ latte - cacao" riportato sulle confezioni. Il prodotto riscuote velocemente un buon successo commerciale.
Sulla destra delle confezioni di barrette Kinder viene raffigurato il volto di un bambino (Günter Euringer prima, Matteo Farneti poi) per dare l'idea agli acquirenti di un prodotto per ragazzi.

## Ingredienti
Il prodotto è costituito da cioccolato al latte per il 40%, che ricopre una barretta di glassa al latte costituita da zucchero e latte scremato in polvere.
Sul totale degli ingredienti è presente il 33% di latte e il 13% di cacao; lo zucchero è il principale ingrediente (53% sul totale).